# Защобье (остановочный пункт)
Защобье (бел. Зашчо́б'е; нормативное название — Защёбье) — остановочный пункт Гомельского отделения Белорусской железной дороги в Речицком районе Гомельской области Беларуси. Расположен в агрогородке Защебье, на линии Василевичи — Хойники, между станцией Василевичи и остановочным пунктом Макановичи.

## История
После сдачи в эксплуатацию в 1911 году железной дороги Василевичи — Хойники начала работу железнодорожная станция.

## Расписание
Поезда соединяют Защебье с такими станциями и населёнными пунктами как Василевичи, Хойники, Гомель-Пасс.. 
Согласно расписанию, последняя электричка (пригородный поезд) отправляется в 23 ч 13 м до пункта назначения Хойники. 
Ближайшие станции и остановочные пункты Макановичи, Василевичи.

## Остановочные пункты
| Предыдущая станция | Белорусская железная дорога | Следующая станция |
| ------------------ | --------------------------- | ----------------- |
| Василевичи         | Василевичи — Хойники        | Макановичи        |